# Sala zgromadzeń
Sala Zgromadzeń Świadków Jehowy – duży obiekt, miejsce wielbienia, należący do Świadków Jehowy, w którym odbywają się cykliczne spotkania, wielu zborów z konkretnego obszaru – zgromadzenia obwodowe, a w niektórych również kongresy regionalne. W grudniu 2016 roku na całym świecie Świadkowie Jehowy użytkowali 773 Sale Zgromadzeń. Świadkowie Jehowy uważają, że „Sala Zgromadzeń stanowi centrum edukacyjne. Jest ośrodkiem czystego wielbienia dla wszystkich okolicznych zborów”.

## Historia
Pierwotnie świadkowie Jehowy spotykali się na zgromadzeniach w różnych obiektach, między innymi w wynajmowanych halach sportowych lub wystawowych, czy teatrach. W 1965 roku otworzono pierwszą salę zgromadzeń w wyremontowanym teatrze na Long Island w Nowym Jorku. W tym samym czasie na Gwadelupie Świadkowie Jehowy zaprojektowali przenośną salę zgromadzeń początkowo na 700, a później powiększoną do 5000 miejsc, dostosowaną do miejscowych potrzeb. W następnych latach rozpoczęto remonty i adaptacje różnych budynków nadających się na duże zgromadzenia. W późniejszym czasie wznoszono je od podstaw.
Pierwszym takim obiektem w Polsce było oddane do użytku 19 czerwca 1999 roku Centrum Kongresowe Świadków Jehowy w Sosnowcu. Jest to największy taki obiekt w Europie Środkowo-Wschodniej, a drugi w całej Europie. Tego samego dnia oddano również dwie inne Sale Zgromadzeń – w Łodzi i w Warszawie. W Polsce znajduje się osiem „Sal Zgromadzeń Świadków Jehowy”.
1 września 2014 roku na całym świecie funkcjonowało 470 Sal Zgromadzeń (w tym 238 w pełni zabudowanych, 133 bez ścian bocznych, 99 niezadaszonych). W tym czasie do pełnego zaspokojenia potrzeb zborów Świadków Jehowy brakowało 298 obiektów tego typu. Na koniec grudnia 2016 roku Świadkowie Jehowy korzystali z 773 Sal Zgromadzeń.  Do lipca 2025 roku Świadkowie Jehowy korzystali z  1100 sal zgromadzeń na całym świecie
W związku z pandemią COVID-19 od 9 marca 2020 roku do 31 grudnia 2022 roku organizowanie zgromadzeń obwodowych i kongresów regionalnych w obiektach (w tym w Salach Zgromadzeń) z osobistym udziałem obecnych zostało wstrzymane.

## Budowa, finansowanie, własność
Po rozeznaniu potrzeby budowy obiektu i stopnia jego wykorzystania decyzję o budowie Sali Zgromadzeń podejmuje Biuro Oddziału.
Finansowanie budowy Sal Zgromadzeń pochodzi z dobrowolnych datków, między innymi wrzucanych do skrzynki na „dobrowolne datki na potrzeby zboru” umieszczonej w Salach Królestwa lub z datków złożonych drogą elektroniczną. Datki te co miesiąc są przekazywane do ogólnoświatowej puli, umożliwiającej budowę Sal Zgromadzeń, Sal Królestwa i innych obiektów tam, gdzie są one potrzebne. W celu wspierania powstawania nowych Sal Zgromadzeń i Sal Królestwa, w połowie lat 90. XX wieku powstały „Regionalne Komitety Budowlane” (RKB), które zajmowały się wsparciem logistycznym, organizowaniem brygad budowlanych (złożonych z wolontariuszy) pracujących przy budowie takich obiektów.
Obecnie nadzór nad ich budową i innych obiektów na całym świecie sprawuje Ogólnoświatowy Dział Projektowo-Budowlany, który ma siedzibę w Biurze Głównym Świadków Jehowy. Nadzór nad nim sprawuje Komitet Wydawniczy Ciała Kierowniczego Świadków Jehowy. Dział ten koordynuje pracę czterech Regionalnych Działów Projektowo-Budowlanych (RDPB) działających przy Biurach Lddziałów w Australii, Niemczech, Południowej Afryce i Stanach Zjednoczonych. Natomiast działający przy każdym z 85 Biur Oddziałów Lokalny Dział Projektowo-Budowlany (LDBP) ma za główne zadanie nadzorowanie przedsięwzięć budowlano-remontowych. Do pomocy w tym celu ma pełnoczasowych sług budowlanych oraz współpracujących ochotników ze zborów, którzy są szkoleni do ich wznoszenia i pomagają przy ich budowie. Niektórzy stali ochotnicy – słudzy budowlani na obczyźnie – wyjeżdżają na budowy do innych krajów, by pomagać przy budowie Sal Zgromadzeń, Biur Oddziałów, Sal Królestwa i placówek dla tłumaczy publikacji Świadków Jehowy. Ze względu na wykonywanie specjalnego zadania należą oni do Ogólnoświatowej Wspólnoty Specjalnych Sług Pełnoczasowych Świadków Jehowy. Przy decyzjach budowlanych bierze się pod uwagę funkcjonalność i trwałość przyszłej sali. Niektóre z nich zostały wybudowane metodą szybkościową zaledwie w 9 dni.

## Korzystanie
W Sali Zgromadzeń dwa razy w roku spotyka się obwód (ok. 20 zborów, do 2500 obecnych) na jednodniowym zgromadzeniu obwodowym (w okresie jesienno-wiosennym). W okresie letnim w niektórych odbywają się trzydniowe kongresy regionalne. Sale Zgromadzeń od chwili rozpoczęcia inwestycji są własnością związku wyznaniowego „Świadkowie Jehowy w Polsce”. Korzysta się w nich także z programu podczas wizyty przedstawiciela Biura Głównego Świadków Jehowy, a w niektórych krajach podczas rozdania dyplomów absolwentom, misjonarzom Szkoły Gilead, Zgromadzenia Statutowego i innych szczególnych okazji program jest także transmitowany na inne Sale Zgromadzeń oraz Sale Królestwa. W obiekcie przeprowadza się także bezpłatne  kursy: Kurs Służby Królestwa, Kurs dla Starszych, Kurs dla Ewangelizatorów Królestwa, Kurs Służby Pionierskiej. Nie wolno w niej prowadzić działalności komercyjnej ani wykorzystywać jej do celów prywatnych. Jest to obiekt użyteczności religijnej, służący biblijnej działalności edukacyjnej oraz wielbieniu Jehowy Boga. W wyjątkowych sytuacjach są wykorzystywane przez Świadków Jehowy również jako obiekty do akcji pomocy humanitarnych. Nadawanie programu drogą radiową w paśmie analogowym FM ułatwia uczestnikom odbieranie go za pomocą smartfonów lub małych radioodbiorników na terenie obiektów, co jest szczególnie ważne dla osób starszych i słabosłyszących.
Nad utrzymaniem Sali Zgromadzeń czuwają „słudzy Sal Zgromadzeń” powołani przez Biuro Oddziału starszych zboru, którzy działają w nim jako wolontariusze. Koordynują prace konserwatorskie, porządkowe oraz finansowe. Po każdym dniu zgromadzenia ochotnicy z poszczególnych zborów lub obwodów dbają o sprzątanie obiektów. Dwa razy w roku organizuje się większe porządki.

## Wygląd
Sale Zgromadzeń to zazwyczaj proste, estetyczne budynki, zbudowane przez Świadków Jehowy. Ich główną część stanowi sala wykładowa, gdzie odbywają się zgromadzenia obwodowe, a w niektórych również większe kongresy. Sale te nie mają takiego samego przeznaczenia użytkowego, jak świątynie czy kościoły w innych religiach.
Na zewnątrz budynku (ogrodzenia) znajduje się tabliczka z napisem Sala Zgromadzeń Świadków Jehowy. Przy obiekcie umieszczony jest bezpłatny parking oraz zagospodarowane tereny zielone z alejkami (można w nich pospacerować w czasie przerwy między sesjami zgromadzeń).
Główna sala wypełniona jest rzędami krzeseł, zwróconymi w kierunku podium, na którym stoi mównica dla wygłaszającego wykład oraz stolik do przedstawiania scenek. Na ścianie umieszczona jest tablica z hasłem zaczerpniętym z Biblii (takie samo na całym świecie) jako myślą przewodnią odbywającego się zgromadzenia oraz duże monitory. W obiekcie znajdują się skrzynki na dobrowolne datki, z których pokrywa się koszty utrzymania i użytkowania sali. Obok głównej sali wykładowej w obiekcie znajdują się mniejsze sale konferencyjne, niewielka biblioteka publikacji Świadków Jehowy, przestronny hol z kafeterią – gdzie można coś zjeść w czasie przerwy, pokój narad, niewielki basen, w którym odbywa się chrzest nowych członków wyznania, szatnie, pokój dla matek z dziećmi, toalety i inne pomieszczenia techniczno-gospodarcze. Zazwyczaj przy sali zgromadzeń znajdują się też Sale Królestwa dla miejscowych zborów. Niektóre Sale Zgromadzeń składają się również z zadaszonego amfiteatru. Obiekt taki może pomieścić 5 do 15 tysięcy osób. Staje się w ten sposób również miejscem letnich kongresów lub innych specjalnych spotkań. Od 2013 roku na budynkach instaluje się logo „JW.ORG” – reklamujące oficjalną witrynę internetową Świadków Jehowy.
Wstęp do Sal Zgromadzeń jest wolny i są one dostępne dla osób zwiedzających.

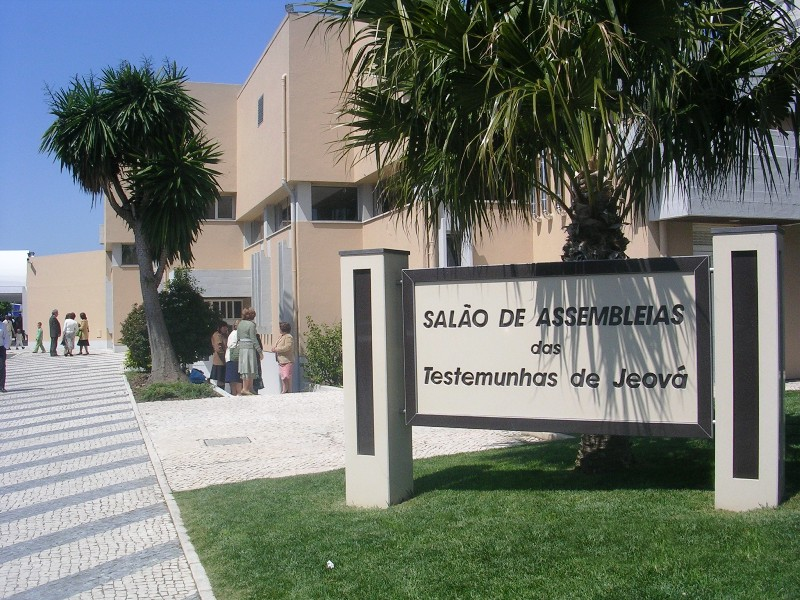
Przed Salą Zgromadzeń w Portugalii
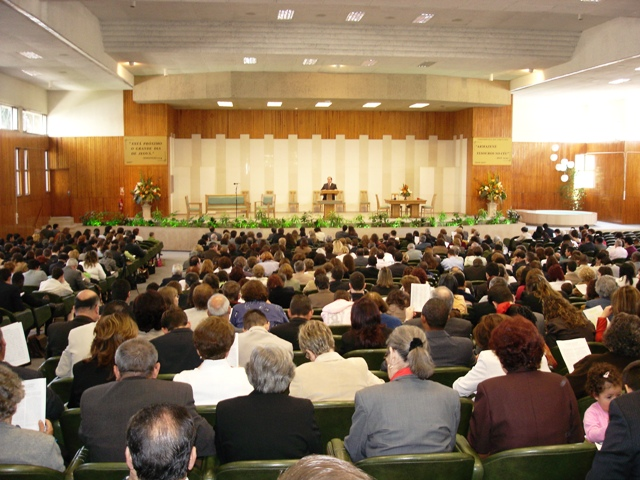
Zgromadzenie obwodowe w Sali Zgromadzeń w Carnaxide (Portugalia)
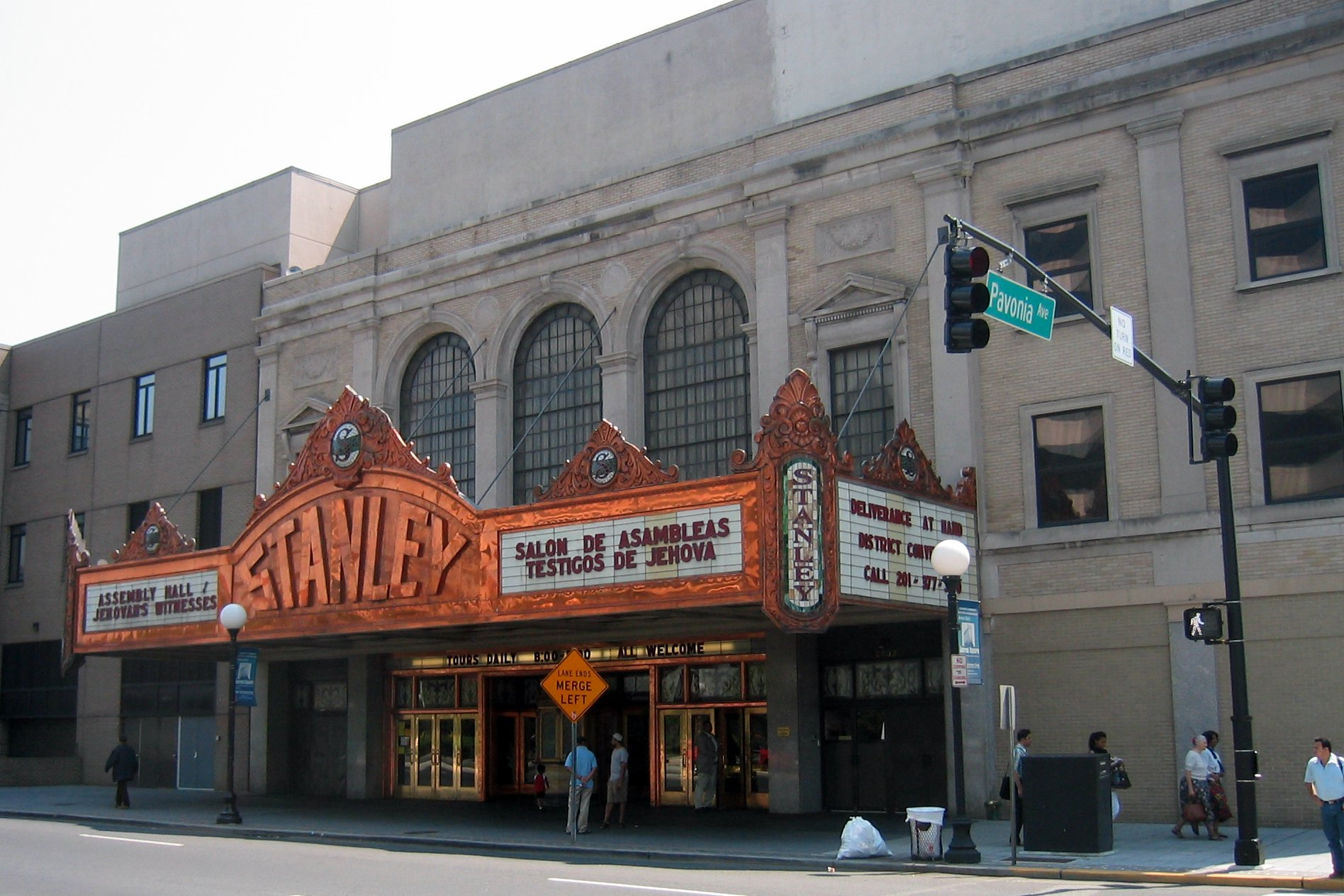
Teatr Stanleya w Jersey City (Stany Zjednoczone), Sala Zgromadzeń na ponad 4000 miejsc
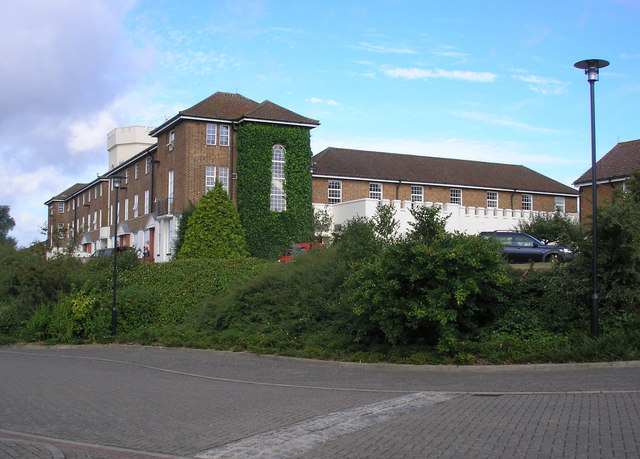
Sala Zgromadzeń w Surrey – jedna z siedmiu w Wielkiej Brytanii
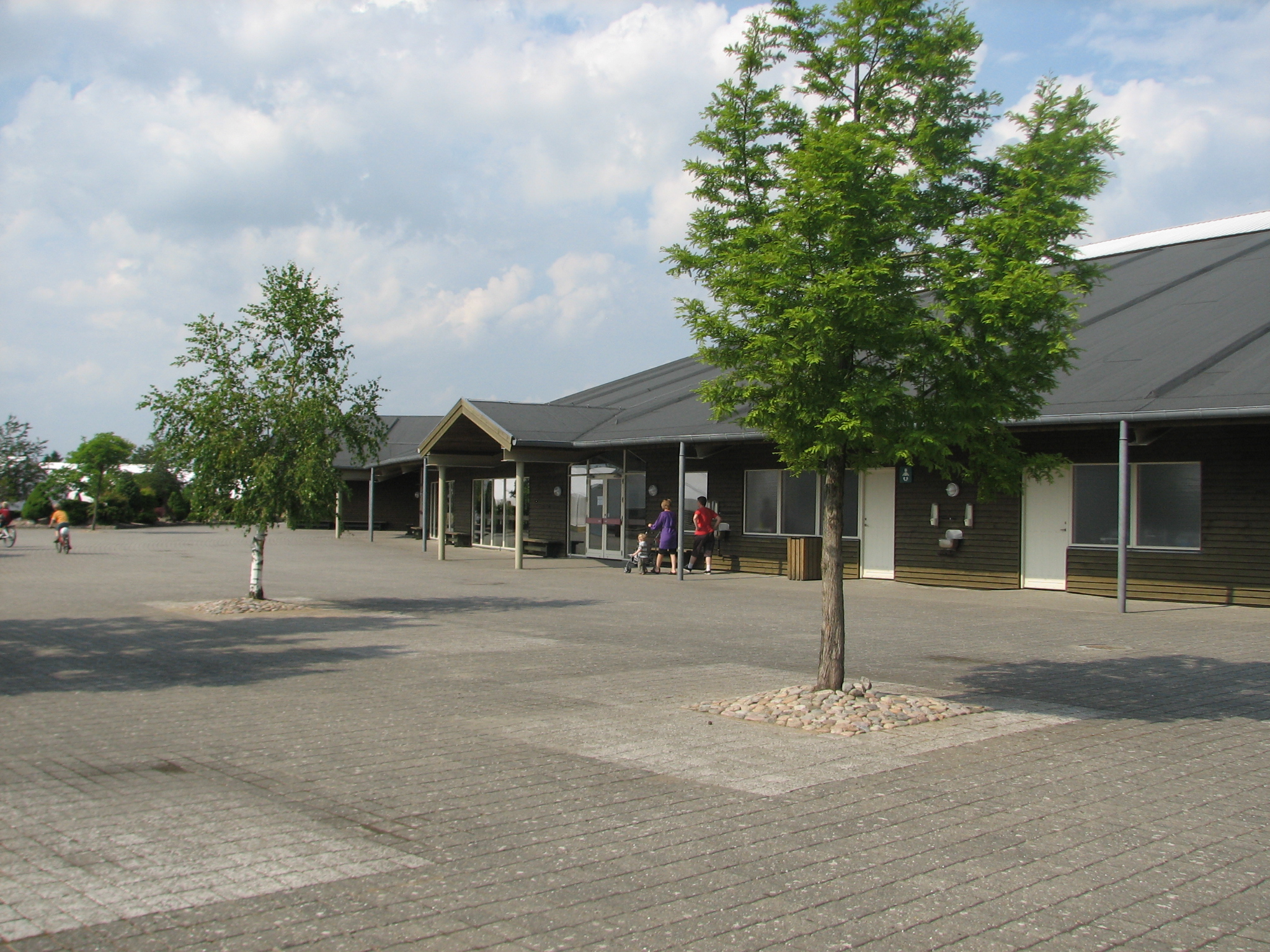
Jedna z dwóch Sal Zgromadzeń w Danii – w Silkeborg
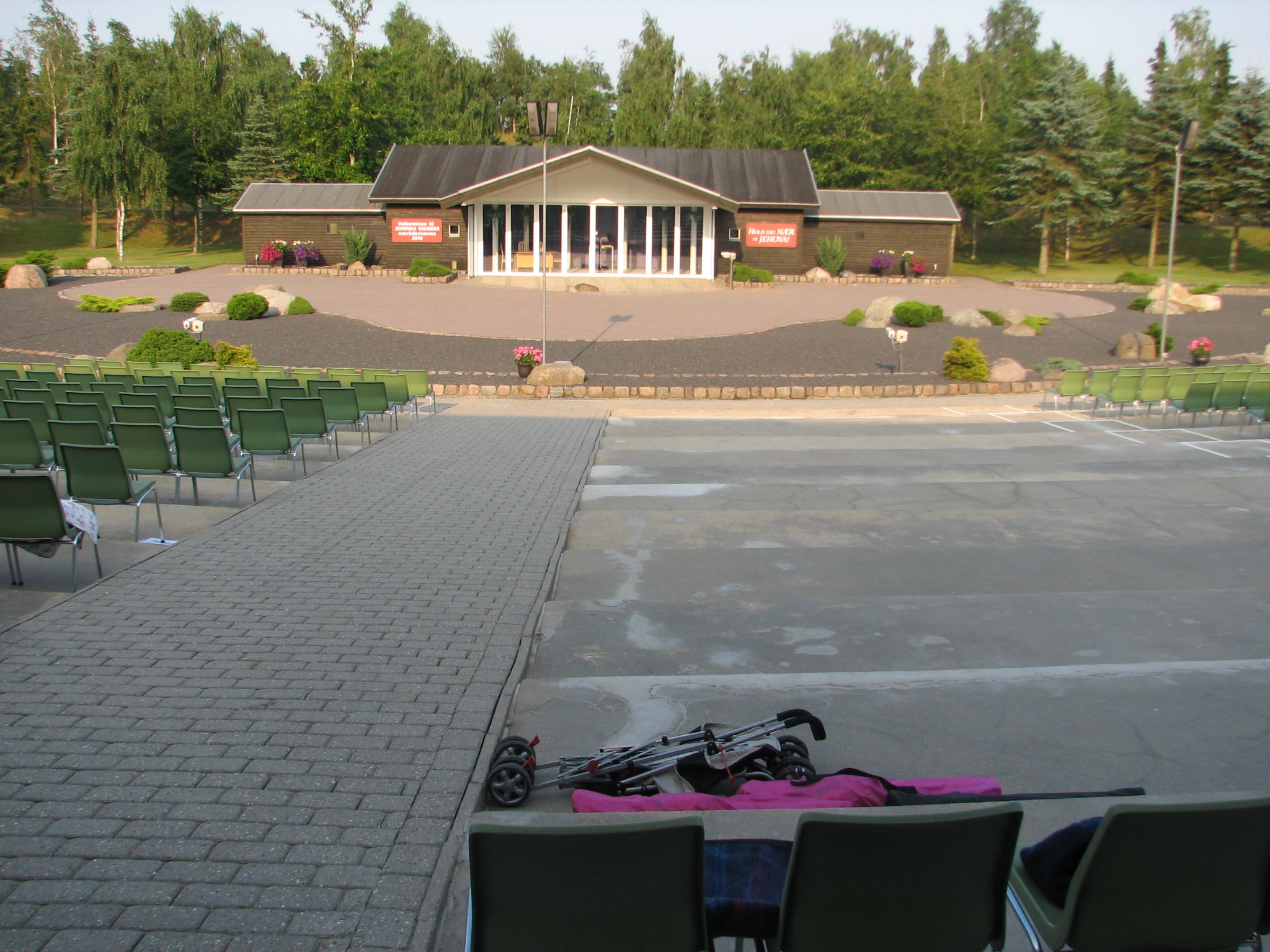
Centrum Kongresowe w Silkeborg

## Sale Zgromadzeń w Polsce
- Sala Zgromadzeń Świadków Jehowy w Sosnowcu

Znajduje się w sosnowieckiej dzielnicy Niwka przy ul. Mikołajczyka 84. Powstała na terenie byłej bazy transportowej „Transgóru”, którą zakupiono 25 lutego 1997 roku. Pochodzące z lat 1961–1962 budynki zostały zaadaptowane do nowych funkcji. Od podstaw wzniesiono audytorium oraz amfiteatr. W sumie ochotnicy przepracowali bezpłatnie około 1,2 mln roboczogodzin. Została uroczyście oddana do użytku 19 czerwca 1999 roku. Cały kompleks składa się: z Sali Zgromadzeń z miejscami na 2440 osób (z zamontowanymi w niej dwoma telebimami) i dwoma monitorami, zadaszonego amfiteatru z miejscami na ponad 6400 osób, kilku mniejszych sal wykładowych i konferencyjnych, basenu do chrztu (oddzielonego od głównej sali wielką szybą) i holu. W holu znajduje się kafeteria, szatnia, zaplecze sanitarno-gospodarczo-techniczne (240 toalet) i pokój dla matek z małymi dziećmi. W holu udostępniona jest ekspozycja „Fioletowe trójkąty – Świadkowie Jehowy w obozach koncentracyjnych”. Na zewnątrz jest bezpłatny parking na około 2000 samochodów i zagospodarowany ogród (50 tysięcy roślin) z alejkami. Obiekt zapewnia zadaszone miejsca dla około 9 tysięcy osób, a drugi tak duży obiekt w Europie znajduje się jedynie we Włoszech. Z obiektu w czasie zgromadzeń obwodowych korzystają zbory z województwa śląskiego, małopolskiego oraz zachodnich krańców podkarpackiego i południowych krańców łódzkiego) na 15 jesiennych i 15 wiosennych jednodniowych zgromadzeniach obwodowych (oraz na jednym zgromadzeniu obwodowym jesiennym oraz wiosennym w języku: rosyjskim, ukraińskim i polskiego języka migowego). Natomiast latem w obiekcie organizuje się siedem kongresów regionalnych w języku polskim (najczęściej korzystają z niego zbory z województwa śląskiego i małopolskiego (bez wschodnich krańców)). Organizuje się również po jednym kongresie regionalnym w języku ukraińskim oraz rosyjskim. Wtedy otwarty jest też amfiteatr, połączony wspólną sceną z salą główną. Z tego obiektu korzysta prawie co trzeci świadek Jehowy w Polsce. W okresie od września 2016 do sierpnia 2017 roku w zgromadzeniach obwodowych i kongresach regionalnych organizowanych w tym miejscu wzięło udział około 85 tysięcy osób. W poprzednich latach urządzane w nim były także ogólnopolskie kongresy w języku migowym – program był tłumaczony symultanicznie na polski język migowy, a tłumaczy było widać na telebimach. Później zgromadzenia obwodowe w języku migowym odbywały się także w warszawskiej Sali Zgromadzeń. W obiekcie w Sosnowcu odbywały się także zajęcia Kursu Biblijnego dla Braci wraz z uroczystym zakończeniem poszczególnych jego klas, Kursu dla Nadzorców Obwodu i Ich Żon oraz Kurs Służby Pionierskiej. Obiekt można zwiedzać bezpłatnie w dni powszednie w godz. 8–12 i 13–17. Centrum wykorzystywane jest również jako punkt pomocy dla świadków Jehowy z Ukrainy, uchodźców – ofiar inwazji Rosji.
- Sala Zgromadzeń w Lublinie

Sala w Lublinie mieści się przy ul. Kmieca 18, korzystają z niej zbory z Lubelszczyzny oraz zbory z południowo-wschodniej części województwa mazowieckiego, z północnej części województwa podkarpackiego oraz północnej i wschodniej części województwa świętokrzyskiego. Sala została wybudowana od podstaw. Liczba miejsc: 1100. Uroczyście oddana do użytku 24 września 2000. Obiekt wykorzystywany jest również jako punkt pomocy dla świadków Jehowy z Ukrainy, uchodźców – ofiar inwazji Rosji. W kompleksie znajduje się sala główna oraz Sala Królestwa (dla trzech zborów: Lublin–Błonie, Lublin–Warszawska i Lublin–Węglin).
- Sala Zgromadzeń w Łodzi

Sala w Łodzi mieści się przy ul. Chocimskiej 4. Na parceli o powierzchni ponad 12 tys. metrów kwadratowych zaadaptowano halę naprawy samochodów oraz stojący obok budynek socjalny. Obiekt został uroczyście oddany do użytku 19 czerwca 1999. W kompleksie znajduje się sala główna, dwie Sale Królestwa (dla trzech zborów: Łódź–Południe, Łódź–Północ i Łódź–Ruda–Wschód) oraz pokoje gościnne. Z obiektu korzystają zbory z centralnej Polski (większość zborów z województwa łódzkiego, ze wschodnia części województwa wielkopolskiego, z północno-zachodniej części województwa mazowieckiego). Liczba miejsc: 1100. W poprzednich latach w obiekcie odbywały się także ogólnopolskie kongresy oraz zgromadzenia obwodowe i specjalne w języku migowym, na których program przedstawiany był w języku migowym – przedstawiających dodatkowo było widać na wielkich ekranach. Odbywały się tu również kongresy i zgromadzenia obwodowe w języku angielskim.
- Sala Zgromadzeń w Malborku

Sala mieści się w malborskiej dzielnicy Wielbark przy ul. Głowackiego 104. Obiekt został wybudowany od podstaw na bagnistym terenie byłego poligonu wojskowego w ciągu jednego roku. Uroczyście oddany do użytku 7 września 2002 roku. Sala główna może pomieścić 1100 osób. Obok niej usytuowano basen do chrztu, oddzielony od widowni szybą. Urządzono też hol, szatnie i kafeterię. Inne pomieszczenia to: Sala Królestwa (dla czterech zborów z Malborka), sala konferencyjna, pokój dla matki z dzieckiem, pokoje gościnne oraz pomieszczenia gospodarczo-techniczne. Wystrój wnętrza i kolorystyka nawiązują do historycznych elementów typowych dla miejscowego budownictwa. Ze zgromadzeń obwodowych korzysta w niej około 200 zborów z Pomorza (oprócz okolic Słupska i Bytowa), Kujaw (oprócz południowo-zachodnich rejonów) i Warmii (oprócz wschodnich rejonów) oraz odbywają się również kongresy regionalne zgromadzenia obwodowe w języku rosyjskim i ukraińskim. 14 września 2002 roku odbył się dzień otwartych drzwi, rozdano 5000 zaproszeń (w tym 100 imiennych – władzom miasta, powiatu, gmin, dyrektorom szkół i szpitali), z których skorzystało ponad 1000 gości. 27 czerwca 2006 roku od uderzenia pioruna spłonęła część dachu w zachodnim skrzydle – został on w krótkim czasie odbudowany przez wolontariuszy z RKB.
- Sala Zgromadzeń w Mostach

Z Sali Zgromadzeń w Mostach (pod nr 65), uroczyście oddanej do użytku 12 grudnia 2009 roku, korzystają zbory w województwie zachodniopomorskim, z północnych krańców województwa lubuskiego, z północno-zachodniej części województwa wielkopolskiego oraz zbory z okolic Słupska – około 9 tysięcy osób. Obiekt wzniesiono od podstaw w ciągu 9 miesięcy przez wolontariuszy ze 126 zborów. Kompleks posiada: sala na prawie 1000 miejsc siedzących, pokoje gościnne, trzy mieszkania, magazyn literatury, salę wykładową i szkoleniową, pomieszczenia socjalne, zaplecze techniczne, kilkaset miejsc parkingowych. W miejscowości znajduje się również Sala Królestwa (dla dwóch zborów: Maszewo i Goleniów) pod adresem Mosty 59.
- Sala Zgromadzeń w Stęszewie

Sala w Stęszewie (Łodzi) koło Poznania mieści się przy ul. Mosińskiej 7. Korzystają z niej głównie zbory wielkopolskie (oprócz zborów z północno-zachodniej i wschodniej części województwa), większość zborów z województwa lubuskiego, zbory z północno-zachodniej części województwa dolnośląskiego i z południowo-zachodniej części województwa kujawsko-pomorskiego oraz odbywają się również zgromadzenia obwodowe w języku rosyjskim. Sala została wybudowana od podstaw, a uroczyście oddano ją do użytku 22 września 2001 roku. Liczba miejsc: 1100. Odbywały się tu również zgromadzenia obwodowe w polskim języku migowym. W 2022 roku zorganizowano centrum, w którym wolontariusze przygotowują pakiety pomocy humanitarnej dla świadków Jehowy na Ukrainie.
- Sala Zgromadzeń w Skarbimierzu

Sala mieści się w podbrzeskiej miejscowości Skarbimierz przy ul. Wierzbowej 18, w zaadaptowanym na Salę Zgromadzeń hangarze na nieczynnym lotnisku wojskowym. Korzystają z niej zbory dolnośląskie (oprócz zborów z północno-zachodniej i południowo-zachodniej części województwa) i z Opolszczyzny. Liczba miejsc: 1100. Sala ma powierzchnię 3500 m². Budynek otacza ogród i parking. Wolontariusze wykonali prace remontowe w ciągu 11 miesięcy. Została uroczyście oddana do użytku 23 września 2000 roku. Kompleks posiada również Salę Królestwa (dla trzech zborów: Lubsza, Brzeg–Wschód i Brzeg–Zachód [w tym grupa języka migowego]).
- Sala Zgromadzeń w Warszawie

Mieści się ona w warszawskiej dzielnicy Ursus przy ulicy Posag 7 Panien 4. Obiekt został wybudowany przez 80 stałych wolontariuszy, tak zwaną rodzinę budowlaną, wspieraną przez setki ochotników. Budowa trwała od czerwca 2003 roku do dnia uroczystego oddania 11 grudnia 2004 roku. Obiekt ma powierzchnię 4900 m². Na sali głównej i balkonie jest 1500 miejsc siedzących. Korzystają z niej – podczas zgromadzeń obwodowych – zbory mazowieckie (oprócz zborów z południowych i północno-zachodniej części województwa oraz większość zborów z województwa podlaskiego (oprócz części północnej województwa) i dodatkowo przeprowadzano zgromadzenia obwodowe w języku angielskim, rosyjskim i ukraińskim (poprzednio również w języku bułgarskim, ormiańskim). W obiekcie odbywają się także kongresy oraz zgromadzenia obwodowe w polskim języku migowym oraz kongresy regionalne w języku polskim, angielskim, rosyjskim i ukraińskim.
Do czasu oddania obiektu, na potrzeby Sali Zgromadzeń w Warszawie zaadaptowano wcześniej – 19 czerwca 1999 roku. – były teatr przy ul. Szwedzkiej 2/4 z 900 miejscami, gdzie do 2017 roku mieściły się później Sale Królestwa dla czterech zborów. Kompleks Sali Zgromadzeń w Warszawie-Ursusie posiada również Salę Królestwa (dla siedmiu zborów: Warszawa–Nowe Włochy, Warszawa–Stare Włochy, Warszawa–Ursus, Warszawa–Wola, Warszawa–Ukraiński–Zachód, Ożarów Mazowiecki i Piastów). Obiekt wykorzystywany jest również jako punkt pomocy dla świadków Jehowy z Ukrainy, uchodźców – ofiar inwazji Rosji.

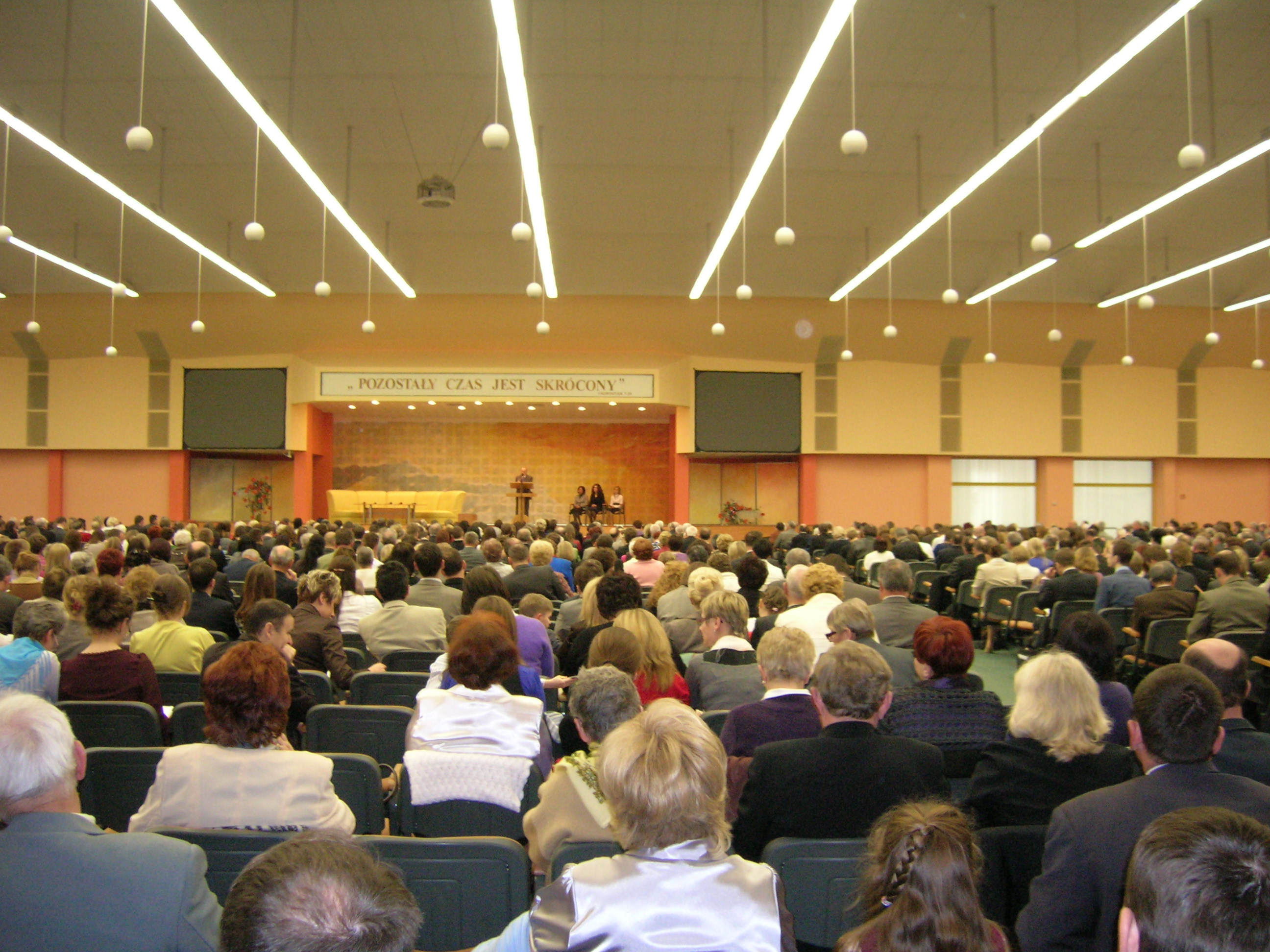
Centrum Kongresowe w Sosnowcu
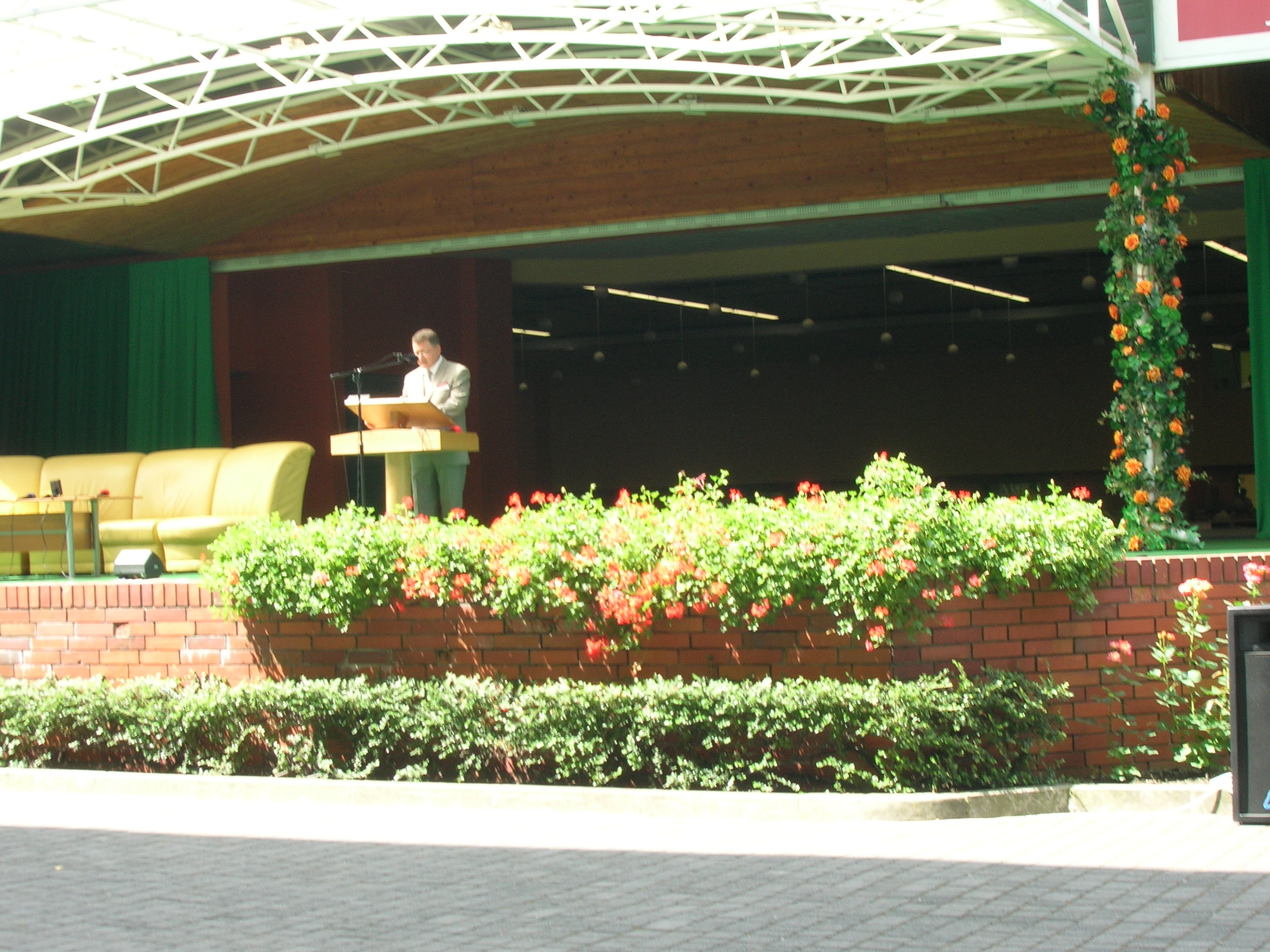
Przemówienie na kongresie w Centrum Kongresowym w Sosnowcu (od strony amfiteatru; 2010)
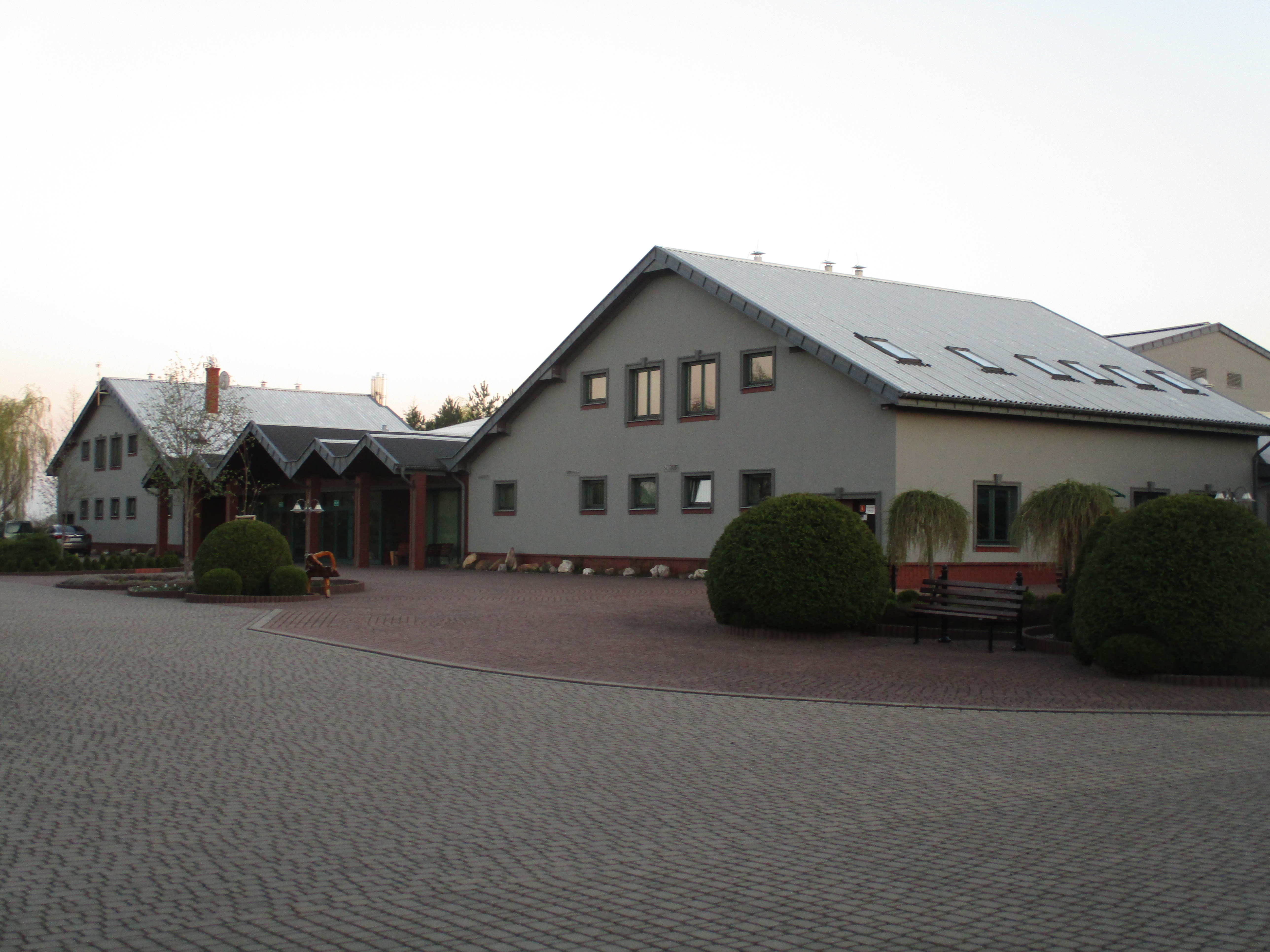
Sala Zgromadzeń w Lublinie
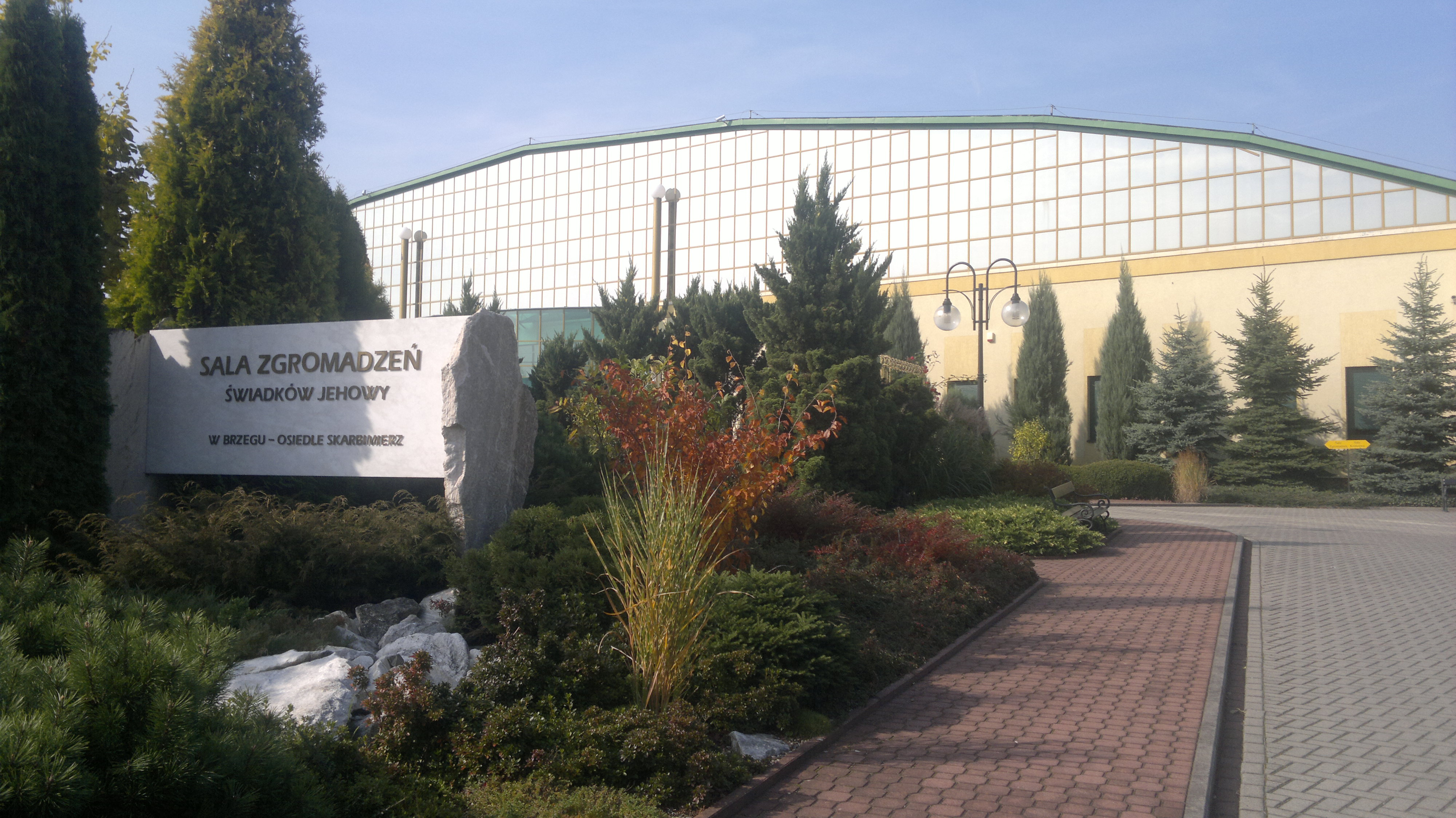
Sala Zgromadzeń w Skarbimierzu pod Brzegiem z audytorium na 1100 osób